# ChEBI
ChEBI е химическа база данни и онтология на молекулярни единици, фокусирани върху „малки“ химични съединения. ChEBI е абревиатура от Chemical Entities of Biological Interest (в превод: химични единици от биологичен интерес). Базата данни е част от работата на Европейския институт по биоинформатика (European Bioinformatics институт или EBI).
Терминът „молекулярна единица“ се отнася до всеки „конституционално или изотопно различен атом, молекула, йон, йонна двойка, радикал, радикален йон, комплексно съединение, конформер и т.н., които могат да бъдат идентифицирани като самостоятелно разграничима единица“. Въпросните молекулярни единици могат да бъдат или естествени, или синтетични продукти, които имат потенциална биоактивност. Молекули, директно кодирани от генома, като нуклеинови киселини, протеини и пептиди, получени от протеини чрез протеолитично разцепване, като правило не са включени в ChEBI.
ChEBI използва номенклатура, символи и терминология, одобрени от Международния съюз за чиста и приложна химия (IUPAC) и комитета по номенклатура на Международния съюз по биохимия и молекулярна биология (NC-IUBMB).

## Обхват и достъп
Всички данни в базата данни са непатентовани или са получени от непатентован източник, което ги прави свободно достъпни за всеки. В допълнение, всяка единица от данни е напълно проследима и изрично препраща към оригиналния източник. По обхват е свързана с други бази данни като ChEMBL, ChemSpider, DrugBank, MetaboLights и PubChem.
Данните на ChEBI са достъпни чрез публично уеб приложение, уеб услуги, SPARQL крайна точка и за сваляне.